# Hiroyuki Shirai
 (mai 2025).
Si vous disposez d'ouvrages ou d'articles de référence ou si vous connaissez des sites web de qualité traitant du thème abordé ici, merci de compléter l'article en donnant les références utiles à sa vérifiabilité et en les liant à la section « Notes et références ».
Hiroyuki Shirai (白井 博幸, Shirai Hiroyuki, né le 17 juin 1974 à Fuji, près de Shizuoka) est un footballeur japonais des années 1990 et 2000.

## Biographie
Hiroyuki Shirai évolua comme milieu de terrain. Il participa avec le Japon aux Jeux olympiques de 1996. Il fut remplaçant contre le Brésil, fut titulaire contre le Nigeria et ne joua pas contre la Hongrie. Le Japon fut éliminé au premier tour.
Il ne joua que dans des clubs japonais (Shimizu S-Pulse, Tokyo Verdy 1969, Cerezo Osaka, Shonan Bellmare, Vegalta Sendai et FC Ryūkyū), ne remportant qu'une coupe de la ligue en 1996 avec Shimizu S-Pulse. Il arrête sa carrière en 2008.

## Palmarès
- Supercoupe du Japon
  - Finaliste en 1997
- Coupe de la Ligue japonaise de football
  - Vainqueur en 1996
  - Finaliste en 1993